# Drugar
Drugar es un enano de la saga de novelas fantásticas El ciclo de la puerta de la muerte. Proviene de Pryan. Es llamado barbanegra por su aspecto.

## Historia
Cuando los titanes fueron vistos en el imperio de Kasnar, decidió buscar ayuda en unos contrabandistas de armas élficas: Roland y Rega. Estos llegaron tarde con las armas, porque pensaron que así podrían sacar más dinero, pero debido a esto, todos los enanos del pueblo de Drugar salvo él, que había huido, fueron aniquilados por los titanes. Salvó a los dos humanos y al elfo que iba con ellos.
Juntos, intentaron avisar a sus respectivos pueblos de la amenaza de los titanes, pero Drugar solo quería ir con ellos para que vieran como morían sus pueblos y matarles a ellos después. Lucharon contra los titanes, pero perdieron. Fue con Haplo a la estrella de los elfos. Nada más bajar, huyó a la Ciudadela junto a sus compañeros. Gracias a la runa que colgaba de su cuello, pudo protegerse con un escudo, abrir la puerta y escapar de las garras del dragón descontrolado del viejo Zifnab.
Pasado un tiempo, sólo Rega, Roland, Paithan el elfo y su hermana Aleatha, sobrevivieron en la ciudad. Drugar se volvió más solitario y marginado que nunca, pues los conflictos amorosos entre los humanos y los elfos le dejaban fuera de las discusiones. Una tarde, en un laberinto de setos de la ciudad, descubrió unas ilusiones en un mosaico de gente conviviendo en paz.
Decidió mostrárselo a Aleatha y esta quedó estupefacta, yendo en adelante todas las tardes a ver las ilusiones con el enano.
Cuando llegó Xar a la ciudad, no apareció, pues le daba mala espina.
Al observar el mosaico con más detenimiento, vio que faltaba una pieza, encajó su collar en el hueco y desapareció ante los ojos de la elfa. Apareció en la ciudad que había visto en las ilusiones y disfrutó de la compañía de los enanos que creía extintos. Llevó muestras a su amiga de que no estaba loco, pero cuando llegó, Aleatha estaba aterrorizada por la traición de Xar y había buscado ayuda, pues el patryn no podía entrar en el bosque.
Drugar comprendió que debía de dejar pasar a los titanes a la ciudad, pues es lo que querían y la ciudadela por la que preguntaban. Los dos salieron del laberinto, pero el Señor del Nexo les esperaba escondido dispuesto a lanzarles un conjuro. Drugar protegió a la elfa y a sí mismo con el talismán, pero la magia de éste era limitada, por lo que el enano resultó herido. Pidió a la elfa que dejara entrar a los titanes en la Ciudadela, y después murió.
- Datos: Q5814364